# Segarkai járás

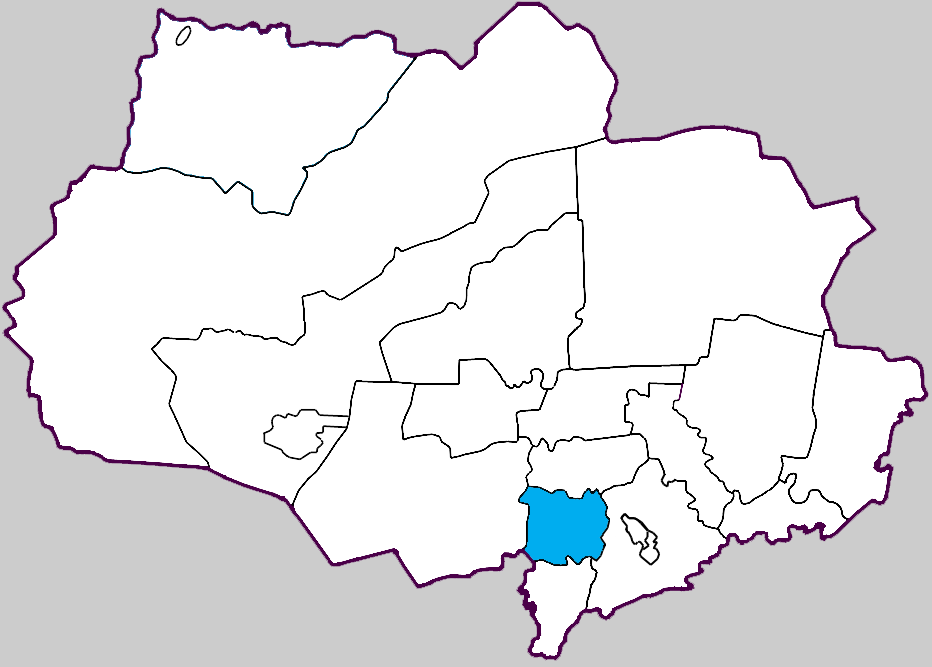
A Segarkai járás a Tomszki területen

A Krivoseinói járás (oroszul Шегарский район) Oroszország egyik járása a Tomszki területen. Székhelye Melnyikovo.

## Népesség
- 1989-ben 24 129 lakosa volt.
- 2002-ben 22 551 lakosa volt.
- 2010-ben 20 306 lakosa volt.